# Герман Штукманн
Герман Штукманн (нім. Hermann Stuckmann; 2 січня 1921, Вупперталь — 18 серпня 1944, Біскайська затока) — німецький офіцер-підводник, оберлейтенант-цур-зее крігсмаріне. Кавалер Лицарського хреста Залізного хреста.

## Біографія
16 вересня 1939 року призваний у ВМФ. Пройшов підготовку на навчальному кораблі «Шлезвіг-Гольштейн». У квітні 1940 року брав участь в операції з окупації Данії. В липні 1941 року переведений у підводний флот, служив вахтовим офіцером на підводному човні U-571. З 5 серпня 1943 по 4 травня 1944 року — командир навчального підводного човна U-316 (Тип VII-C) на Балтиці, з 15 травня 1944 року — U-621, на якому здійснив 3 походи (провівши в морі загалом 52 дні). Головною зоною дії Штукманна став Ла-Манш.
18 серпня 1944 року U-621 був потоплений у Біскайській затоці неподалік від Ла-Рошелі глибинними бомбами канадських есмінців «Оттава», «Кутеней» і «Шод'єр». Всі 56 членів екіпажу загинули.
Всього за час бойових дій потопив 1 судно водотоннажністю 2938 тонн і пошкодив 2 судна водотоннажністю 11 673 тонни.
| Дата           | Назва корабля             | Тип                              | Тоннаж | Вантаж                                                                      | Екіпаж | Загинули | Країна             | Конвой |
| -------------- | ------------------------- | -------------------------------- | ------ | --------------------------------------------------------------------------- | ------ | -------- | ------------------ | ------ |
| 15 червня 1944 | USS LST-133 (пошкоджений) | Великий десантний корабель (LST) | 1,625  | Транспортні засоби і особовий склад армії США та 2 буксири Rhino на буксирі | ?      | 43       | США                | EPL-8  |
| 29 липня 1944  | HMS Prince Leopold        | Піхотний десантний корабель      | 2,938  | Війська і транспортні засоби                                                | ?      | 17       | Британська імперія |        |
| 30 липня 1944  | Ascanius (пошкоджений)    | Військовий транспорт             | 10,048 |                                                                             | ?      | 5        | Британська імперія | EBC-54 |

## Звання
- Кандидат в офіцери (16 вересня 1939)
- Морський кадет (1 лютого 1940)
- Фенріх-цур-зее (1 липня 1940)
- Оберфенріх-цур-зее (1 липня 1941)
- Лейтенант-цур-зее (1 березня 1942)
- Оберлейтенант-цур-зее (1 жовтня 1943)

## Нагороди
- Нагрудний знак підводника (15 травня 1942)
- Залізний хрест
  - 2-го класу (15 травня 1942)
  - 1-го класу (18 листопада 1942)
- Лицарський хрест Залізного хреста (11 серпня 1944)